# Arthur Rudolph
Arthur Louis Hugo Rudolph (9/11/1906 – 1/1/1996) là một kỹ sư tên lửa, ông là kỹ sư trưởng nhóm phát triển tên lửa V-2 cho Đức quốc xã. Sau khi chiến tranh thế giới thứ 2 kết thúc, tiền thân của cơ quan CIA khi đó là Cơ quan Tình báo chiến lược đã đưa ông về Mỹ trong khuôn khổ Chiến dịch chiếc kẹp giấy. Ông là một trong những nhà khoa học chính tham gia phát triển chương trình vũ trụ của Mỹ. Ông cũng tham gia quản lý việc phát triển một vài hệ thống tên lửa bao gồm MGM-31 Pershing và tên lửa đẩy Mặt trăng Saturn V. Năm 1984, chính phủ Hoa Kỳ đã tiến hành điều tra các chứng cứ về việc ông đã gây tội ác chiến tranh trong thế chiến 2, và ông đã đồng ý từ bỏ quốc tịch Hoa Kỳ và rời khỏi Hoa Kỳ để đổi lấy việc không bị truy tố.

## Thời trẻ
Rudolph sinh ra tại Stepfershausen, Meiningen, Đức vào năm 1906. Gia đình ông là nông dân, có truyền thống lâu đời trong khu vực. Cha ông là Gustav mất năm 1915 khi đang phục vụ trong Thế chiến thứ nhất. Arthur và em trai Walter được mẹ là Ida nuôi dưỡng. Mẹ Arthur nhận thấy con mình có năng khiếu về cơ khí nên bà quyết định cho anh theo học kỹ thuật. Walter thừa kế trang trại của gia đình. Từ năm 1921 trở đi, Rudolph theo học trường kỹ thuật tại Schmalkalden. Năm 1924, ông tìm được việc làm tại một nhà máy sản xuất đồ bạc ở Bremen.

## Các công việc ban đầu liên quan đến tên lửa

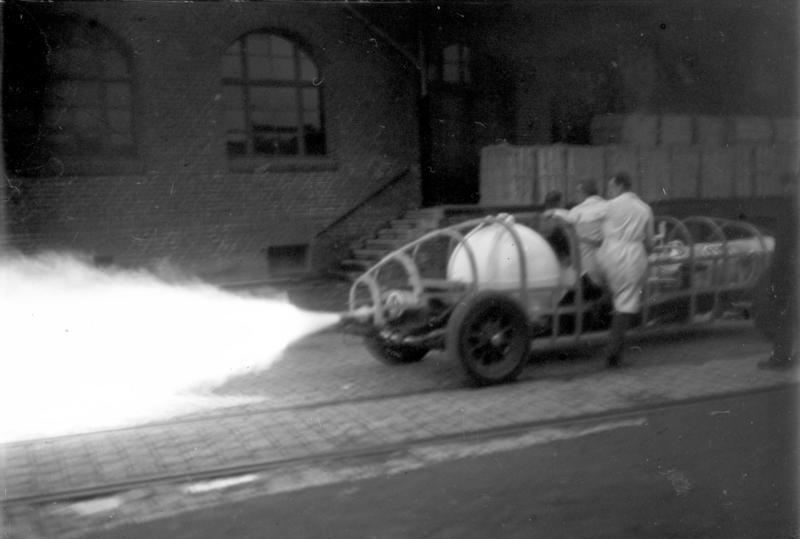
Rocket vehicle on dynamometer at Heylandt

Vào tháng 8 năm 1927, Rudolph nhận việc tại Stock & Co. ở Berlin. Sau một vài tháng, ông trở thành thợ làm dụng cụ tại Fritz Werner. Năm 1928, ông theo học tại Cao đẳng Kỹ thuật Berlin - nay là Đại học Kỹ thuật Berlin - tốt nghiệp năm 1930 với bằng Cử nhân Khoa học về kỹ thuật cơ khí. Ngày 1 tháng 5 năm 1930, Rudolph bắt đầu làm việc cho Heylandt Works ở Berlin, nơi ông gặp người tiên phong trong lĩnh vực tên lửa Max Valier.:54 Valier đã sử dụng khuôn viên nhà máy để thực hiện các thí nghiệm về tên lửa, Rudolph cũng trở nên hứng thú với các thí nghiệm này và ông làm việc với Valier trong thời gian rảnh rỗi cùng với Walter Riedel. Rudolph đã có một số hứng thú với tên lửa sau khi đọc Wege zur Raumschiffahrt ( Những cách du hành vũ trụ ) của Hermann Oberth và xem bộ phim Woman in the Moon năm 1929.
Ngày 17/5, trong một thí nghiệm động cơ tên lửa nổ tung khiến Valier tử vong. Tiến sĩ Paulus Heylandt đã cấm tiếp tục nghiên cứu tên lửa, nhưng Rudolph vẫn tiếp tục những nghiên cứu của mình trong bí mật cùng với Riedel và Alfons Pietsch. Rudolph sau đó đã cải tiến độ an toàn của động cơ tên lửa của Valier trong khi Pietsch thiết kế ô tô tên lửa. Tiến sĩ Heylandt đã nhượng bộ để ủng hộ dự án, và "Xe tên lửa Heylandt" đã ra đời và được triển lãm tại Sân bay Tempelhof. Trong khi buổi thử nghiệm đã thành công về mặt kỹ thuật, nhưng giá thành nhiên liệu cao hơn dự kiến đã khiến các buổi trình diễn không được tiếp tục. Rudolph sau đó đã gia nhập Đảng Công nhân Đức Quốc gia Xã hội chủ nghĩa năm 1931, và sau đó là Sturmabteilung.:38
Rudolph lần đầu gặp Wernher von Braun khi đến tham dự Hội nghị củaVerein für Raumschiffahrt (VfR, "Hội đam mê du hành vũ trụ"). tháng 5 năm 1932, Rudolph bị sa thải và đang tìm việc làm khi ông gặp Pietsch. Sau khi thành lập quan hệ đối tác, Rudolph bắt đầu thiết kế một động cơ mới, trong khi Pietsch tìm kiếm người tài trợ. Pietsch đã gặp Walter Dornberger, người được Cục vũ khí Đức giao nhiệm vụ phát triển một hệ thống vũ khí tên lửa và đã trở nên quan tâm đến VfR.
Sau khi trình bày về động cơ tên lửa mới cho Dornberger, Rudolph nhận vào làm việc tại Bộ phận mặt đất tại Kummersdorf cùng với Riedel, và sau đó là làm việc dưới quyền của von Braun. Động cơ tên lửa của Rudolph được sử dụng trên dòng tên lửa đối đất Aggregat, tiền thân của Tên lửa V-2. Tháng 12 năm 1934, nhóm von Braun đã phóng thành công hai tên lửa A-2 từ đảo Borkum. Thử nghiệm tĩnh trên động cơ A-3 bắt đầu ở Kummersdorf vào cuối năm 1936 và được Tướng Werner von Fritsch, tổng tư lệnh của Bộ Tổng tư lệnh Lục quân (Đức Quốc xã) giám sát.
Cơ sở tại Kummersdorf không đủ để tiếp tục hoạt động, vì vậy nhóm von Braun đã được chuyển đến Peenemünde vào tháng 5 năm 1937, nơi Rudolph được giao nhiệm vụ xây dựng bệ thử nghiệm A-3. Gia đình Rudolph sống ở Zinnowitz gần đó , nơi con gái họ, Marianne Erika, chào đời vào ngày 26 tháng 11 năm 1937. Dòng A-3 gặp phải nhiều vấn đề về dẫn đường và chưa bao giờ chứng minh được sự thành công. Vào đầu năm 1938, Dornberger giao cho Rudolph phụ trách thiết kế nhà máy sản xuất mới sẽ được xây dựng tại Peenemünde cho dòng A-4, sau này được đổi tên thành V-2 (Vergeltungswaffe-Vũ khí trả thù-2).

## Thế chiến hai
Tháng 8/1943, sau khi Rudolph đã sẵn sàng để chế tạo tên lửa V-2, Không quân Hoàng gia Anh đã ném bom căn cứ Peenemünde. Sau khi Peenemünde bị ném bom, cơ sở chế tạo tên lửa V-2 đã được chuyến đến Mittelwerk, cơ sở này nằm gần Nordhausen và là một cơ sở ngầm dưới lòng đất.
Mittelwerk Mittelwerk ban đầu là một mỏ thạch cao được sử dụng làm cơ sở lưu trữ và đang được khai quật để làm cơ sở sản xuất. Lực lượng lao động bao gồm các tù nhân cuối cùng bị giam giữ tại trại tập trung Mittelbau-Dora. Rudolph phụ trách di chuyển thiết bị từ Peenemünde đến Mittelwerk, làm việc dưới quyền của Albin Sawatzki. Sau khi nhà máy đi vào hoạt động, Rudolph là giám đốc điều hành sản xuất tên lửa V-2.:16 Sawatzki đưa ra sản lượng tên lửa chế tạo được sẽ là 50 tên lửa cho đến tháng 12 nhưng do các vấn đề về nhân lực và thiếu phụ tùng, Rudolph hầu như không thể sản xuất được 4 quả tên lửa sau đó được trả lại từ Peenemünde vì bị lỗi. Người ta ước tính rằng đã có khoảng 20.000 công nhân chết trong khi chế tạo tên lửa V-2 tại Mittelwerk, nhiều hơn số người thiệt mạng trong các cuộc tấn công của tên lửa V-2.
Năm 1944, Heinrich Himmler thuyết phục Adolf Hitler đưa dự án V-2 dưới sự kiểm soát trực tiếp của SS, và vào tháng 8 thay thế Dornberger bằng Tướng SS Hans Kammler làm giám đốc.
Vào tháng 1 năm 1945, SS ra lệnh cho tất cả thường dân và tù nhân, bao gồm cả Rudolph và nhóm của ông, phải tham dự một cuộc treo cổ công khai từ sáu đến mười hai tù nhân bị buộc tội phá hoại . Đến tháng 3 năm 1945, việc sản xuất đã dừng lại do thiếu linh kiện và Rudolph cùng đội ngũ của ông đã được chuyển đến Oberammergau, nơi họ gặp von Braun và những người khác từ Peenemünde. Cuối cùng, họ đã đầu hàng Quân đội Hoa Kỳ và được đưa đến Garmisch.

## Chiến dịch Chiếc kẹp giấy và chuyển đến Hoa Kỳ làm việc
Rudolph được chuyển đến Anh trong khuôn khổ Chiến dịch Backfire từ tháng Bảy đến tháng Mười năm 1945.:99 Ông sau đó đã được chuyển sang Mỹ. Quân đội Mỹ cũng đón Martha và Marianne Rudolph từ căn nhà của họ tại Stepfershausen trước khi nó bị Hồng quân Liên Xô chiếm và Rudolphs sau đó đã đoàn tụ lại với gia đình tại Trại Overcast gần Landshut.:101 Tháng 11/1945, Rudolph, von Braun và những nhà khoa học còn lại của nhóm thiết kế tên lửa V-2 đã được tạm thời chuyển đến Mỹ trong sáu tháng trong khuôn khổ chiến dịch Overcast. Tháng 3/1946 chiến dịch Overcast được đổi tên thành chiến dịch Chiếc kẹp giấy và được Tổng thống Truman chấp thuận vào tháng 8/1946 và phần lớn các nhà khoa học Đức đã lựa chọn ở lại Mỹ vĩnh viễn.
Sau khi trải qua một cuộc thẩm vấn ngắn tại Fort Strong, đội ngũ các nhà khoa học Đức đã được chuyển tới Bãi thử nghiệm tên lửa White Sands để tiếp tục nghiên cứu phát triển thêm tên lửa V-2 vào tháng 1/1946. Tháng 1/1947 Rudolph được chuyển đến Bộ phận nghiên cứu và Phát triển vũ khí (chính là Cục phát triển tên lửa đạn đạo) tại Fort Bliss, El Paso, Texas, và đoàn tụ với gia đình vào tháng 4 cùng năm.
Ngày 25 tháng 6 năm 1950, Rudolph được chuyển đến Redstone Arsenal, Huntsville, Alabama và nhóm của ông được đổi tên thành Trung tâm phát triển tên lửa có điều khiển-Ordnance Guided Missile Center. Sau đó ông được nhận Quốc tịch Hoa Kỳ vào ngày 11/11/1954, tại Birmingham, Alabama. Năm 1950 Rudolph được chỉ định làm giám đốc công nghệ trong dự án phát triển tên lửa PGM-11 Redstone. Rudolph được chỉ định làm quản lý chương trình phát triển tên lửa MGM-31 Pershing năm 1956. Ông đã lựa chọn Glenn L. Martin Company làm nhà thầu chính để phát triển tên lửa. Đồng thời ông cũng chọn đơn vị Eclipse-Pioneer của Bendix để phát triển hệ thống dẫn đường cho tên lửa sau khi ông đã khảo sát trực tiếp nhà máy tại Teterboro, New Jersey.
Rudolph nhận bằng tiến sĩ khoa học danh dự từ Cao đẳng Rollins ở Winter Park, Florida, vào ngày 23 tháng 2 năm 1959. Ông được tặng Huân chương vì Dịch vụ Dân sự Đặc biệt, giải thưởng Quân đội cao nhất dành cho các nhân viên dân sự, cho những đóng góp của ông trong dự án phát triển tên lửa Pershing.

## NASA
Mặc dù von Braun cùng với đội ngũ các nhà khoa học tên lửa đã được chuyển tới NASA vào năm 1960, Rudolph vẫn ở lại ABMA và tiếp tục làm việc trên chương trình tên lửa Pershing. Năm 1961 cuối cùng ông đã được chuyển tới NASA, tại đây một lần nữa làm việc cùng với von Braun. Ông đã trở thành trợ lý giám đốc kỹ thuật hệ thống, làm nhiệm vụ liên lạc giữa phát triển phương tiện tại Trung tâm bay vũ trụ Marshall và Trung tâm tàu vũ trụ có người lái ở Houston. Sau đó, ông trở thành giám đốc dự án của chương trình tên lửa Saturn V vào tháng 8 năm 1963. Ông đã phát triển các yêu cầu cho hệ thống tên lửa và kế hoạch sứ mệnh cho chương trình Apollo. Tên lửa đẩy Saturn V lần đầu tiên được phóng lên vũ trụ từ Trung tâm vũ trụ Kennedy và hoạt động hoàn hảo vào ngày 9 tháng 11 năm 1967, đúng ngày sinh nhật của Rudolph. Sau đó ông được chỉ định làm giám đốc của MSFC từ tháng Năm năm 1968 và nghỉ hưu tại NASA vào ngày 1/1/1969. Trong nhiệm kỳ của mình, ông đã được trao tặng Huân chương dịch vụ đặc biệt của NASA và Huân chương dịch vụ xuất sắc của NASA. Vào ngày 16 tháng 7 năm 1969, tên lửa đẩy Saturn V đã phóng tàu Apollo 11, đưa con người lên Mặt Trăng.

## Tước quyền công dân và trở lại Đức
Năm 1979, Eli Rosenbaum thuộc Phòng điều tra đặc biệt-Office of Special Investigations (OSI) (chuyên điều tra về các công dân liên quan đến Đức quốc xã) đã tình cờ đọc được tài liệu về việc di chuyển các bộ phận của tên lửa bằng cách cưỡng ép các tù nhân khổ sai. Rosenbaum đã tiến hành nhiều nghiên cứu tại National Archives, về phiên tòa xử tội ác chiến tranh Dora, cho thấy dường như Rudolph đã có liên quan tới việc sử dụng các tù nhân khổ sai tại Mittelwerk. Vào tháng 9 năm 1982, Rudolph nhận được một lá thư yêu cầu đến OSI để tiến hành thẩm tra. Rudolph tin rằng đây là một trong một loạt các cuộc thẩm vấn mà ông đã trải qua kể từ khi đến Hoa Kỳ. Cuộc thẩm tra đầu tiên trong số ba cuộc thẩm tra tập trung vào thái độ của ông về sự vượt trội về chủng tộc, sự tham gia sớm của ông vào Đảng Quốc xã và liệu ông có vai trò gì trong việc đối xử cưỡng bức với các tù nhân tại Mittelwerk.
Vào ngày 28 tháng 11 năm 1983, Rudolph, theo các luật sư của ông, đã bị ép buộc và lo sợ cho phúc lợi của vợ và con gái, đã ký chấp nhận thỏa thuận với OSI và ông sẽ rời khỏi Hoa Kỳ và từ bỏ quyền công dân Mỹ của mình. Theo thỏa thuận, Rudolph sẽ không bị truy tố, quyền công dân của vợ và con gái ông không bị thu hồi và quyền lợi hưu trí và An sinh xã hội của Rudolph vẫn được giữ nguyên. Vào tháng 3 năm 1984, Arthur và Martha Rudolph quay trở lại Tây Đức, tại đây Rudolph từ bỏ quyền công dân của mình theo thỏa thuận.

## Cuộc sống cá nhân
Rudolph cưới Martha Therese Kohls (5/7/1905 – 3/1/1999) ngày 3/10/1935 tại Berlin. Ngay sau khi quay trở lại Đức, ông đã bị đau tim và phải phẫu thuật. Arthur Rudolph qua đời tại Hamburg vào ngày 1 tháng 1 năm 1996, vì suy tim.